# Pseudobryobia ephedrae
Pseudobryobia ephedrae är en spindeldjursart som först beskrevs av James P. Tuttle och Baker 1968.  Pseudobryobia ephedrae ingår i släktet Pseudobryobia och familjen Tetranychidae. Inga underarter finns listade i Catalogue of Life.